# Wismarsche Straße (Schwerin)

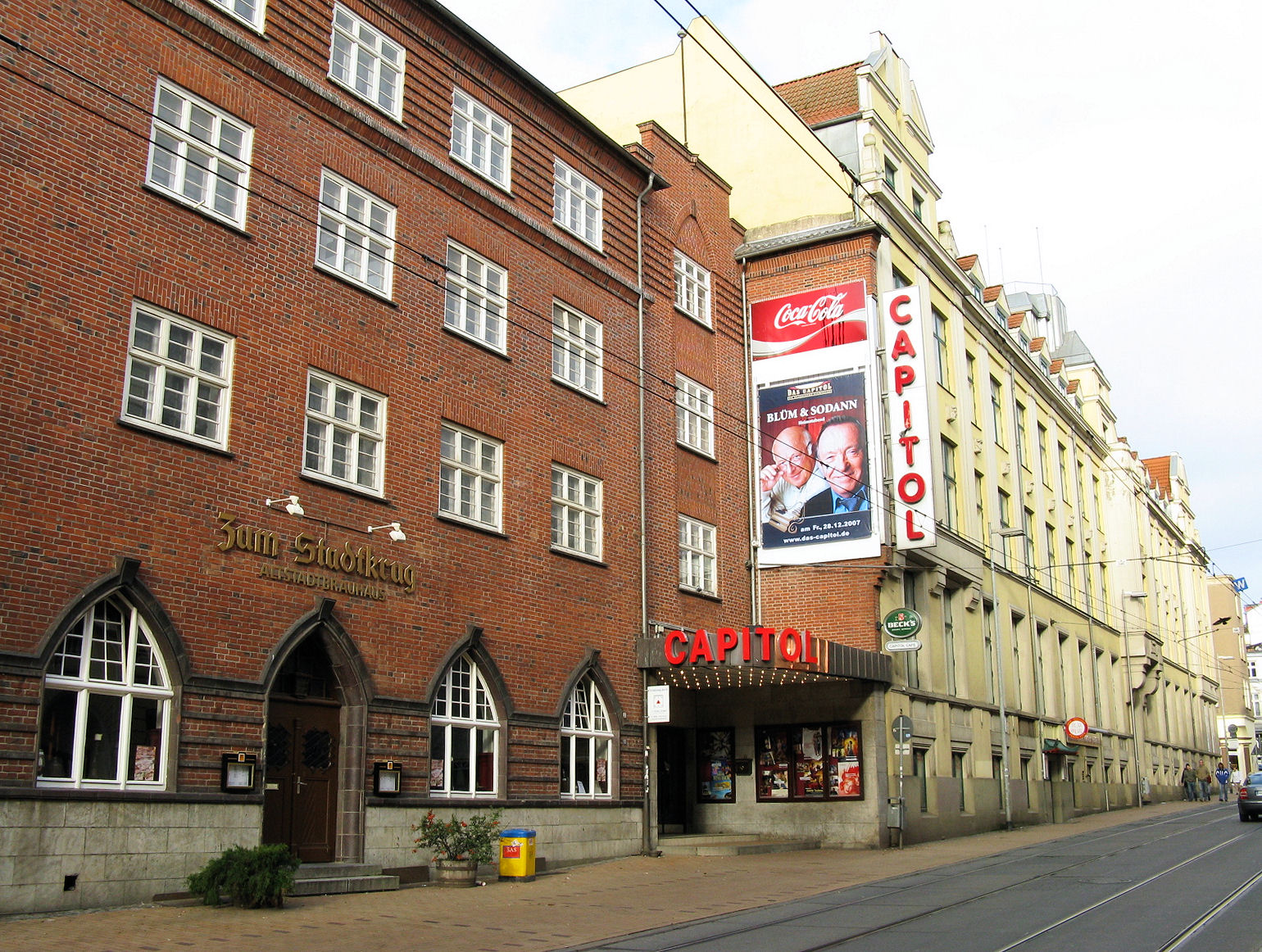
Nr. 126 bis 132: Stadtkrug, Kino

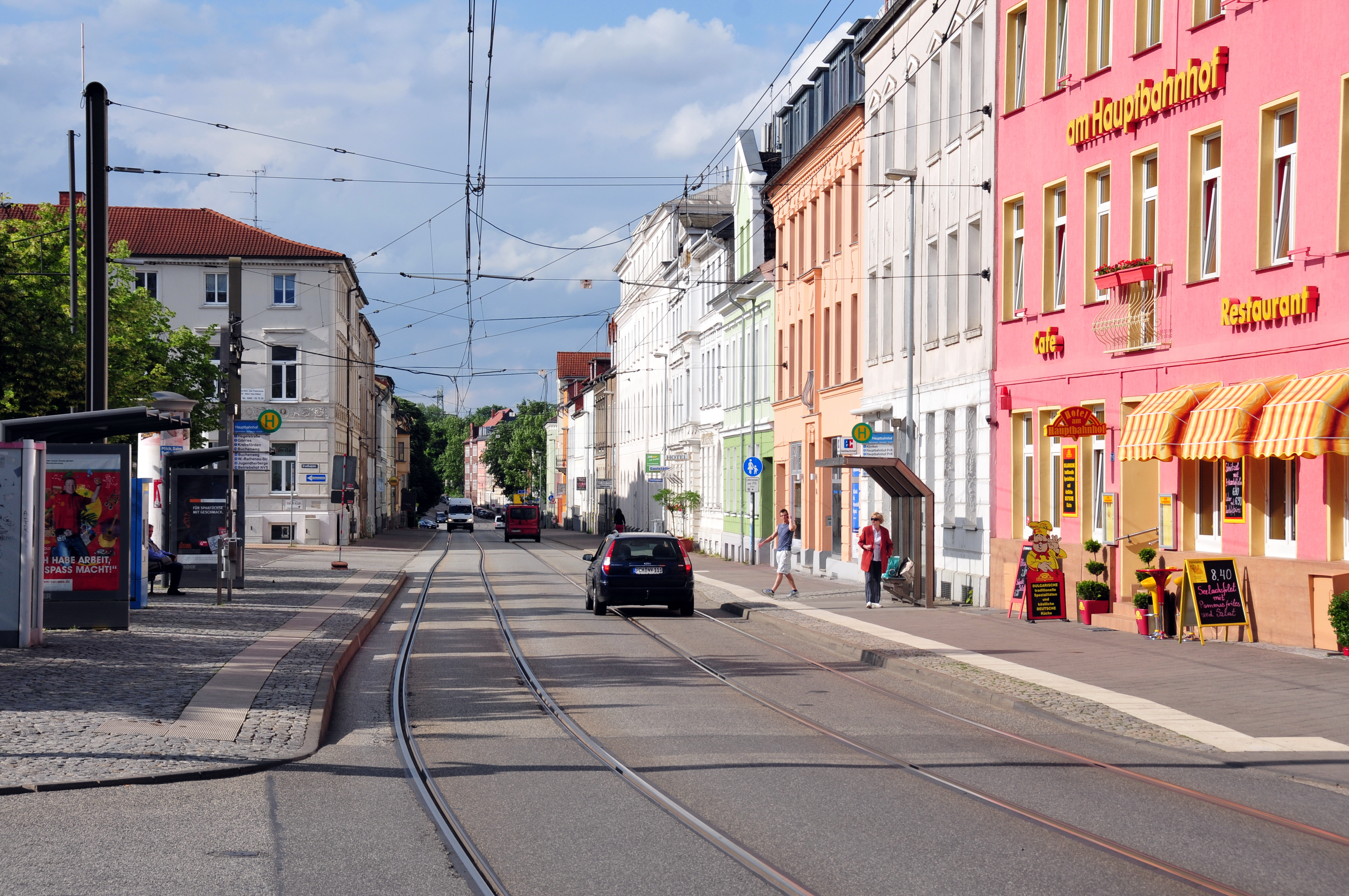
Straße beim Hauptbahnhof

Die Wismarsche Straße ist eine 3600 Meter lange Einkaufs- und Durchfahrtsstraße in Schwerin in den Stadtteilen Altstadt, Paulsstadt, Lewenberg und Medewege. Sie führt als Bundesstraße 104 in Süd-Nord-Richtung vom Marienplatz / Lübecker Straße bis zur Straße An der Chaussee in Medewege und weiter via B 106 nach Wismar.

## Nebenstraßen
Die Neben- und Anschlussstraßen wurden benannt als Marienplatz nach Herzogin Marie zu Mecklenburg-Schwerin, Lübecker Straße nach der Hansestadt, Martinstraße, Klöresgang nach Heinrich Klöres, dem Eigentümer der Gaststätte Tonhalle, Arsenalstraße nach dem früheren Waffenlager Arsenal am Pfaffenteich, Moritz-Wiggers-Straße nach dem Juristen und Politiker (1816–1894), Molkereistraße nach einer früheren Molkerei, Zum Bahnhof, Grunthalplatz nach der Lehrerin und Opfer der Nazis Marianne Grunthal (1896–1945), Reutzstraße nach dem Ingenieur-Capitain Jacob Reutz († 1710), Obotritenring nach dem elbslawischen Stammesverband der Obotriten als frühe Bewohner von Mecklenburg, Bürgermeister-Bade-Platz nach dem früheren Bürgermeister von Schwerin Heinrich Bade (1823–1908), Knaudtstraße nach dem Schweriner Hofrat Johann Friedrich Knaudt (1792–1868), Heinrich-Seidel-Straße nach dem Pastor und Schriftsteller (1811–1861), unbenannter Weg, Stillfriedstraße nach dem niederdeutschen Schriftsteller und Lyriker Felix Stillfried (1851–1910), Dr.-Hans-Wolf-Straße seit 1965 nach dem Arzt (1913–1965), unbenannter Weg, Möwenburgstraße nach einer Flurbezeichnung, Pappelgrund nach dem Baum, Siedlerweg nach einer Siedlung, Robert-Blum-Straße nach dem Politiker der Revolutionszeit 1848 (1807–1848), Am Friedensberg nach einer Flurbezeichnung, unbenannte Straße, unbenannter Weg und An der Chaussee, die nach Wismar führt.

## Geschichte

### Name
Die Straße wurde nach der Hansestadt Wismar benannt, die für Schwerin schon seit dem Mittelalter der wichtigste Hafen an der Ostsee war.
Von 1947 bis 1953 hieß die Straße Stalinstraße.

### Entwicklung

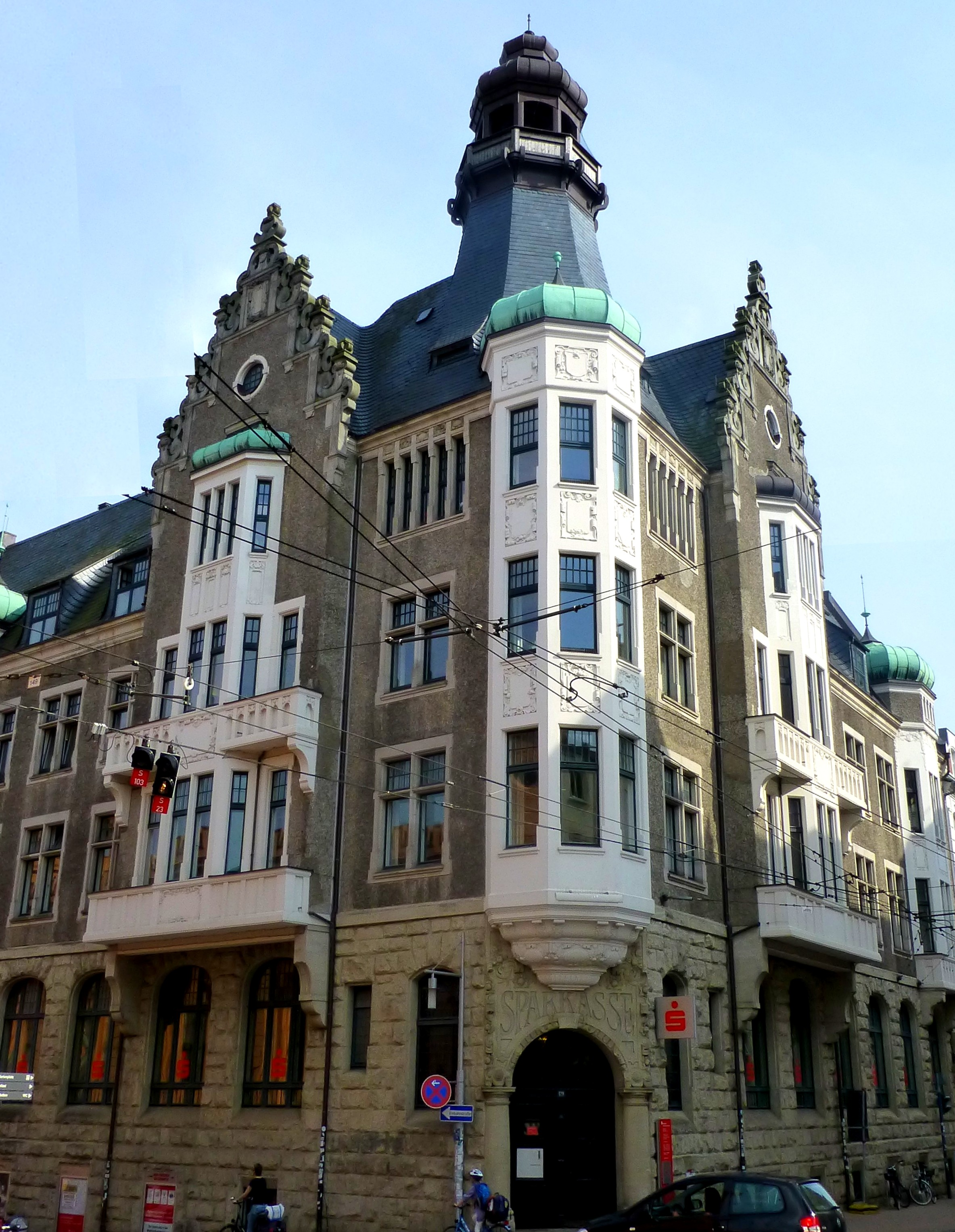
Nr. 127/129: Bankgebäude Wismarsche Straße

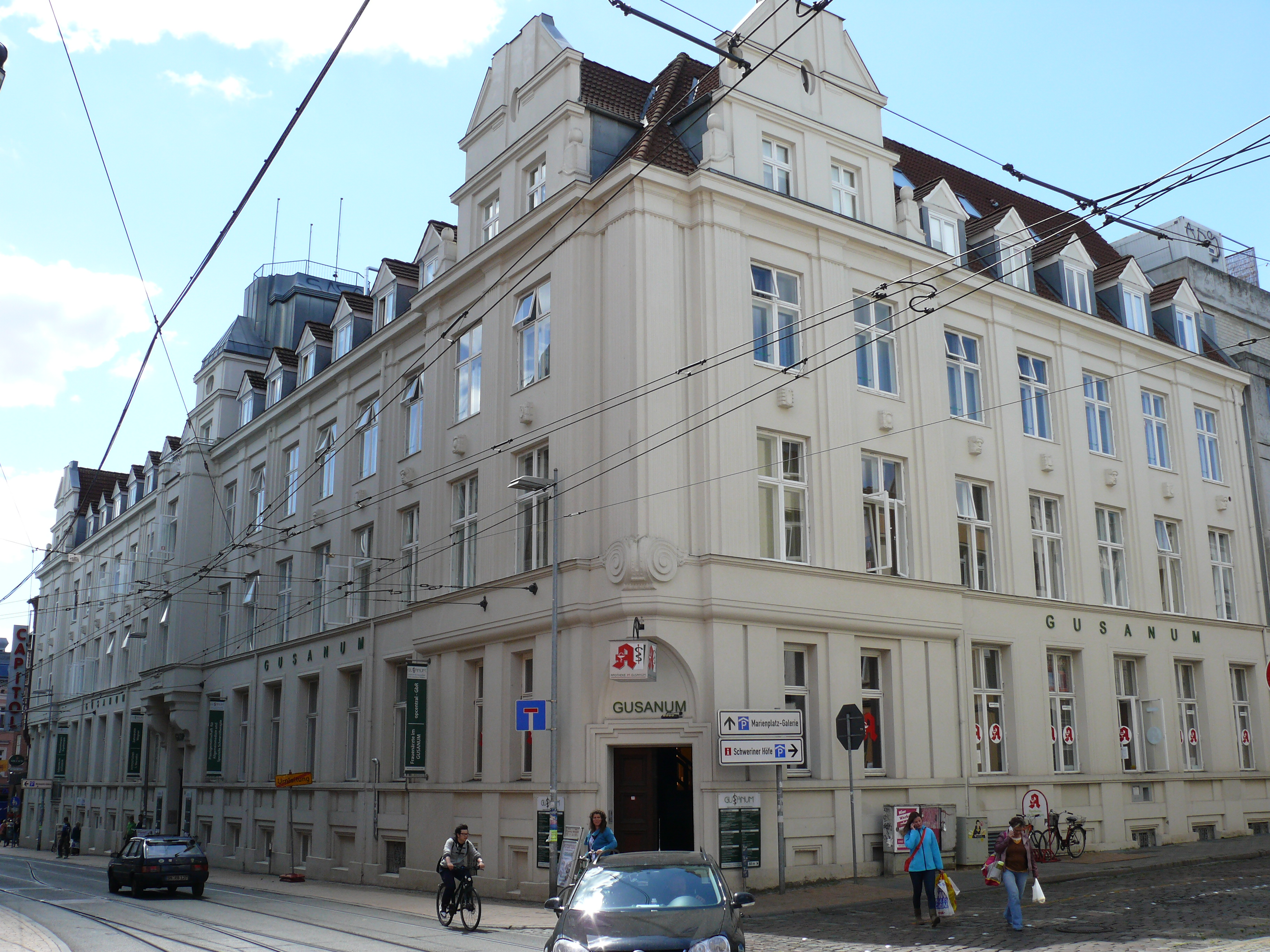
Nr. 132: Ärztehaus

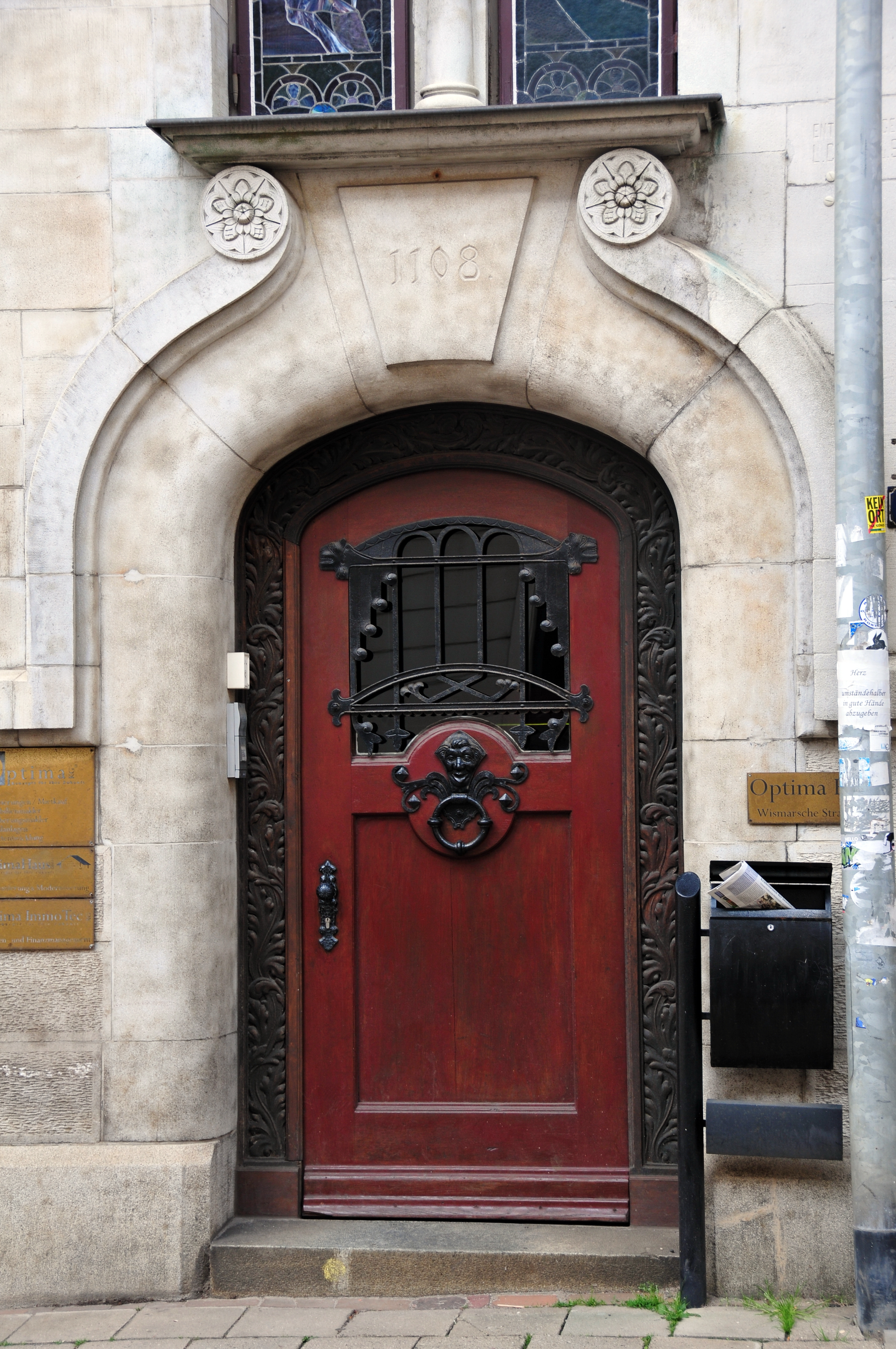
Nr. 141: Eingang

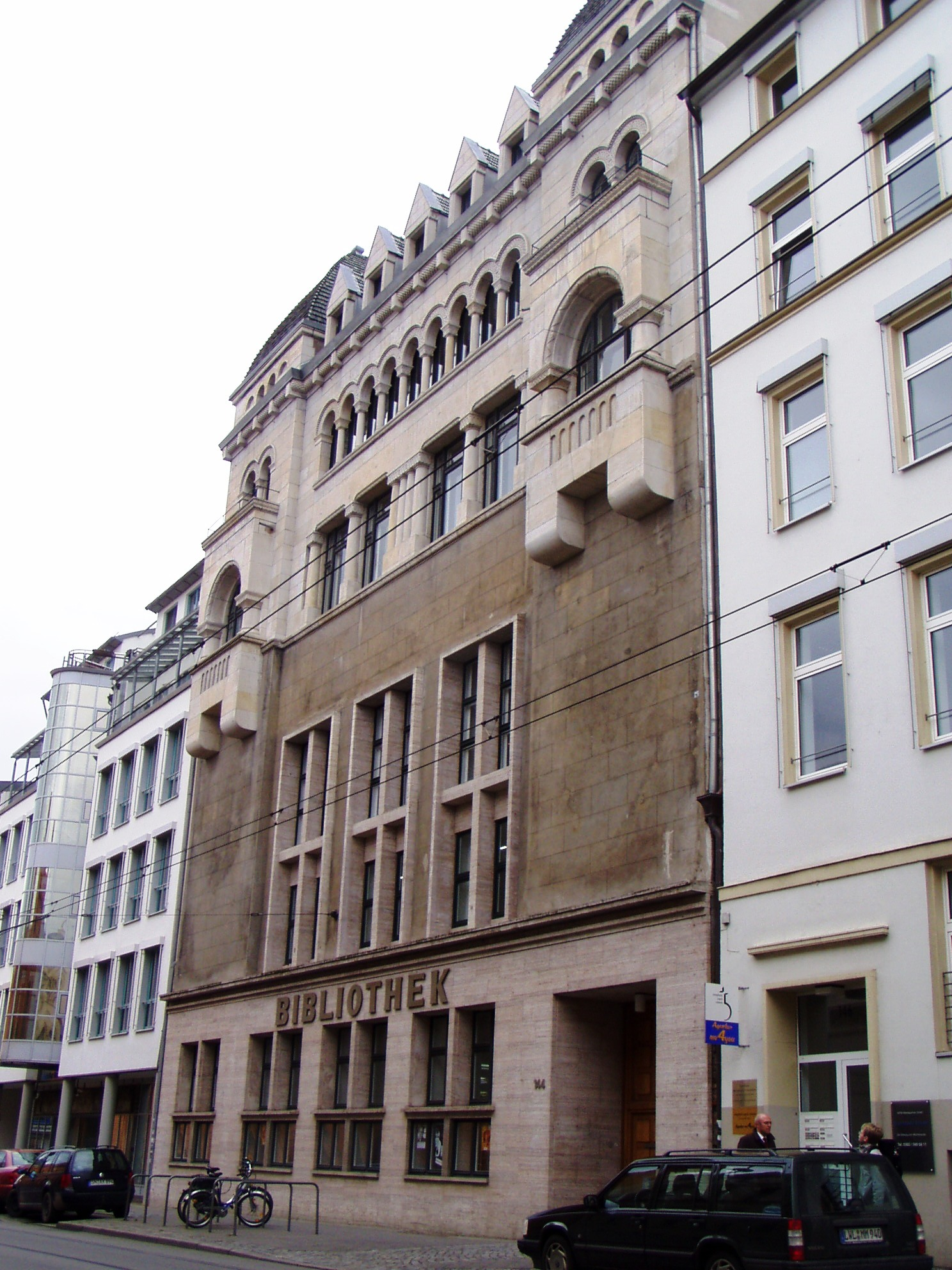
Nr. 144: Perzinahaus

Im Mittelalter und in der frühen Neuzeit gab es eine Wegeverbindung nach Wismar sowie einen Schifffahrtsweg über den Wallensteingraben. Entsprechend ihrer Bedeutung wurde die Straße mehrfach ausgebaut, 1830 erfolgte die erste bedeutende Befestigung der Chaussee. Daraus wurde die Fernstraße bzw. Bundesstraße 106 und die Bundesstraße 104. Nach 1991 wurde die Wismarsche Straße mit dem Bau einer Schweriner Umgehungsstraße entlastet. Seit 1911 durchfährt die Straßenbahn die Wismarsche Straße, zuerst auf einer Teilstrecke bis zum Bürgermeister-Bade-Platz; ab 1949 als Straßenbahnlinie 1 des Nahverkehr Schwerin GmbH (NVS) bis zum Sachsenberg bzw. später zum Klinikum Schwerin.

## Gebäude, Anlagen (Auswahl)
An der Straße stehen zumeist drei- bis fünfgeschossige Gebäude. Die mit (D) gekennzeichneten Häuser stehen unter Denkmalschutz (s. Liste der Baudenkmale in Schwerin).
- Marienplatz Nr. 6: 4-gesch. Gebäude von 2011 mit Staffelgeschoss und zwei Untergeschossen als Einkaufszentrum Marienplatzgalerie mit etwa 15.000 m² Einzelhandelsflächen
- Nr. 107/109 / Ecke Marienplatz 1/2: 3- bis 6-gesch. Neubau von um 2010 mit Geschäften und der Filiale Deutsche Bank
- Nr. 113 / Ecke Martinstraße 1a: 3-gesch. Wohn- und Geschäftshaus (D) im Stil der Neorenaissance mit markanten 4-gesch. Ecktürmchen mit Zeltdach
- Nr. 115 / Ecke Martinstraße 2: 4-gesch. verputztes Wohn- und Geschäftshaus (D)
- Nr. 117: 4-gesch. verklinkertes Wohn- und Geschäftshaus von um 1900 im Stil der Gründerzeit
- Nr. 119: 4-gesch. verputztes Wohn- und Geschäftshaus von um 1900 (D), Fachwerkhaus
- Nr. 125: 3-gesch. verklinkertes Wohn- und Geschäftshaus von um 1900 im Stil der Gründerzeit mit seitlichem Giebelrisalit
- Nr. 126: 4-gesch. Wohn- und Geschäftshaus von 1937 (D) mit Gaststätte, zeitgleiche Errichtung mit dem benachbarten Kino; 1817 Gastwirtschaft, 1851 Saalanbau, 1855 Tonhalle, 1920 Brand, 1936 Abriss, 1935/37 Neubau als Stadtkrug nach Plänen von Erich Bentrup und Hellmuth Ehrich, 1949 HO-Stadtkrug, um 1991 Steakhaus, 1995 Schall & Knall, 2001 Altstadtbrauhaus Zum Stadtkrug[1]
- Nr. 128: 3-gesch. Kino Capitol Schwerin von 1935/37 (D) nach Plänen von Erich Bentrup und Hellmuth Ehrich für den Kinobetreiber Willi Dürkop; Anbauten von 1998, 2015 saniert
- Nr. 127/129 / Ecke Arsenalstraße 20: 3- und 4-gesch.  historisierendes Bankgebäude von  1905 (D) der ehem. Sparbank, mit zwei markanten Giebelrisaliten und einem prägenden Ecktürmchen; heute mit einer Geschäftsstelle der Sparkasse Mecklenburg-Schwerin
- Nr. 132 / Ecke Arsenalstraße: 3-gesch. Ärztehaus (D), 17-achsiges Verwaltungsgebäude von 1936 nach Plänen von Erich Bentrup und Hellmuth Ehrich mit 5-gesch. Mittelrisalit und zwei seitlichen Giebeln
- Nr. 133 und Moritz-Wiggers-Straße Nr. 1: 2- und 3-gesch. Verwaltungsgebäude (D) mit Innenministerium; 1828 Militärhospital als Garnisonslazarett nach Plänen von Carl Heinrich Wünsch, 1878 Umbau zum Justizgebäude als Landgericht, 1919 Notwohnungen, um 1934 Nationalsozialistische Volkswohlfahrt, 1945–1990 Kreisgericht (DDR), ab 1990 Innenministerium, ab um 1994 Umbauten und verbunden mit dem Arsenal am Pfaffenteich
- Nr. 137: 4-gesch. Wohn- und Geschäftshaus (D)
- Nr. 139: 4-gesch. Wohn- und Geschäftshaus (D) mit prägendem Erker und Dachhaus mit rundem Giebel
- Nr. 141: 3-gesch. Wohnhaus (Optima-Haus) (D) nach Plänen von Ludwig Clewe, mit markantem Erker
- Nr. 142: 4-gesch. Verwaltungshaus; früher stand hier das Bliffertsche Möbelhaus mit dem erhaltenen Sgraffito-Fries Hochzeitszug, 1907 von Georg Schütz
- Nr. 144 (?): 4-gesch. neues Geschäfts- und Verwaltungsgebäude mit zwei Staffelgeschossen und markantem halbrunden Treppenhaus, Sitz des Seniorenbüros Schwerin
- Nr. 144: 5-gesch. Perzinahaus von 1907 (D) nach Plänen von Hofmaurermeister Ludwig Clewe mit reich gestaltetem Konzert- und Ausstellungssaal (Perzina-Saal); ehem. Klavierfabrik Perzina von 1871 bis etwa 1929, 1984 bis 2013 Stadtbibliothek (heute Klöresgang 3)
- Nr. 147: 2-gesch. klassizistisches Wohnhaus (D), Wohnraum im 1. OG mit Kachelofen, historischen Türen mit Bekleidung und Stuckdecke, 1844–1883 wohnte hier der Altertumskundler Friedrich Lisch (1801–1883)
- Nr. 148: 3-gesch. neoklassizistisches Wohn- und Geschäftshaus (D)
- Nr. 149: 2-gesch. Wohn- und Bürohaus (D)
- Nr. 150: 3-gesch. neoklassizistisches Wohn- und Geschäftshaus (D)
- Nr. 151: 2-gesch. neoklassizistisches Verwaltungsgebäude (D), ehem. Wohnhaus
- Nr. 154: 4-gesch. neueres Verwaltungsgebäude mit Staffelgeschoss, Sitz der Deutschen Kreditbank (DKB)
- Nr. 155: 3-gesch. neoklassizistisches Wohn- und Geschäftshaus (D)
- Grunthalplatz Nr. 5/7: 2- und 8-gesch. neueres Intercity Hotel Schwerin aus den 1980er Jahren
- Grunthalplatz Nr. 10: 3-gesch. Wohn- und Geschäftshaus mit der Löwenapotheke am Bahnhof
- Historisierender Hauptbahnhof Schwerin von 1890 (D) nach Plänen von Ernst Moeller
- Grunthalplatz Nr. 11/12: 5-gesch. Hotel Am Hauptbahnhof (Am 4. Mai 1850 eröffnete R. Bohnsack sein Gasthaus Stadt Wismar, wechselte in den Folgejahrzehnten die Besitzer und wurde mehrfach renoviert und umgebaut)
- Grunthalplatz Nr. 15 (?): 2-gesch. Gebäude mit Dachhaus
- Grunthalplatz Nr. 16/17: 3-gesch. neoklassizistisches Gebäude mit Altstadtschenke, Gästehaus und Sitz des Instituts für Qualitätsentwicklung Mecklenburg-Vorpommern
- Nr. 158: 3-gesch. neoklassizistisches Wohnhaus (D)
- Nr. 159: 4-gesch. 11-achsiges neoklassizistisches Wohn- und Bürohaus mit Mittelrisalit, Sitz des Amtes für Raumordnung und Landesplanung Westmecklenburg
- Nr. 162: 3-gesch. neoklassizistisches Verwaltungsgebäude mit Mezzaningeschoss; Sitz des SPD-Landesverbandes Mecklenburg-Vorpommern
- Nr. 170 / Ecke Grunthalplatz 1/2: 3-gesch. 15-achsiges klassizistisches Wohn- und Geschäftshaus (D) mit mittigem prägenden Giebelrisalit
- Nr. 173: Hier wohnte 1906 der niederdeutsche Dichter und Schriftsteller Rudolf Tarnow
- Nr. 182: 2-gesch. neoklassizistisches Wohnhaus mit Büros
- Nr. 186: 2-gesch. neoklassizistisches Wohnhaus
- Nr. 192: Parkplatz Am Hauptbahnhof für Busse und PKW
- Nr. 198 bis 234: zumeist 4- und 5- gesch. Wohnhäuser
- Nr. 199: 3-gesch. verklinkertes Verwaltungshaus mit Mittelrisalit der Unfallkasse Mecklenburg-Vorpommern
- Nr. 223: 2-gesch. Gebäude mit Mezzanin
- Nr. 229/231: 3-gesch. Wohnhaus der 1920er Jahre mit zwei 4-gesch. Eingangsrisaliten
- Nr. 260: Katholischer Friedhof (D)
- Nr. 298: 3-gesch. verklinkertes Seniorenheim und Kindertagesstätte (D) sowie weiteres 2-gesch. Gebäude; 1867 ehem. Großherzogliche Bildungs- und Pflegeanstalt für geistesschwache Kinder, dann Klinikum am Lewenberg (Basedowhaus, Pflegehäuser, Wirtschaftshaus, Pförtnerhaus)
- Nr. 298c: 2-gesch. Parkcafé am Lewenberg
- Nr. 300: 5-gesch. neuere Gebäudeanlage um einen Hof
- Nr. 304: 4- und 5-gesch. neueres Verwaltungsgebäude mit der Deutschen Apotheker- und Ärztebank, Kassenzahnärztlichen Vereinigung Mecklenburg-Vorpommern, Zahnärztekammer Mecklenburg-Vorpommern und Apothekerkammer Mecklenburg-Vorpommern
- Nr. 307–317: Wohnanlage Demmlerhof um einen Hof (D) bestehend aus fünf 2- und 3-gesch. Häusern mit Klinkerfassaden, den markanten segmentförmigen Satteldächern und den Treppengiebeln
- Nr. 323 a/b: 4-gesch. U-förmiges neues Gebäude mit zwei gläsernen Treppenhäusern des Arbeits-, Verwaltungs- und Sozialgerichts Schwerin
- Nr. 380: 1- bis 3-gesch. neuere Gebäude der KGW Schweriner Maschinen- und Anlagenbau; früher bis um 1991 das Klement-Gottwald-Werk
- Nr. 393/395: 3-gesch. 11-achsige klassizistische Carl-Friedrich-Flemming-Klinik von 1830 (D) als Nervenklinik
- Nr. 397: 4- bis 6-gesch. Gebäudeanlage der Helios Kliniken Schwerin mit 1615 Betten; früher bis 2004 städtisches Klinikum und medizinisches Zentrum
- Park Sachsenberg (D) hinter der Klinik
- Nr. 405: 2-gesch. U-förmige Gebäudeanlage der Hochschule der Bundesagentur für Arbeit (HdBA), Standort Schwerin, von 2006 mit vier Studentenwohnheimen
- ab Nr. 400 Kleingartenanlage Medewege e. V.

### Denkmale, Gedenken
- Zierbrunnen Rettung in Seenot, 1910 mit Bronzeplastiken von Hugo Berwald. Der Brunnen stand bis 1927 auf dem Schweriner Markt
- Nr. 307/317: Demmlerbüste im Demmlerhof (Künstler unbekannt, Zuschreibung an Maximilian Preibisch)
- Stolpersteine Schwerin bei Gebäude
  - Nr. 156: Für Hans Brennecke (1897–1941, ermordet)
  - Nr. 227: Für Horst Ladewig (1925–1942, ermordet), Rudolf Ladewig (1853–1939), Walter Ladewig (1889–1942)
  - Nr. 315b: Für August Lemcke (1882–1933)

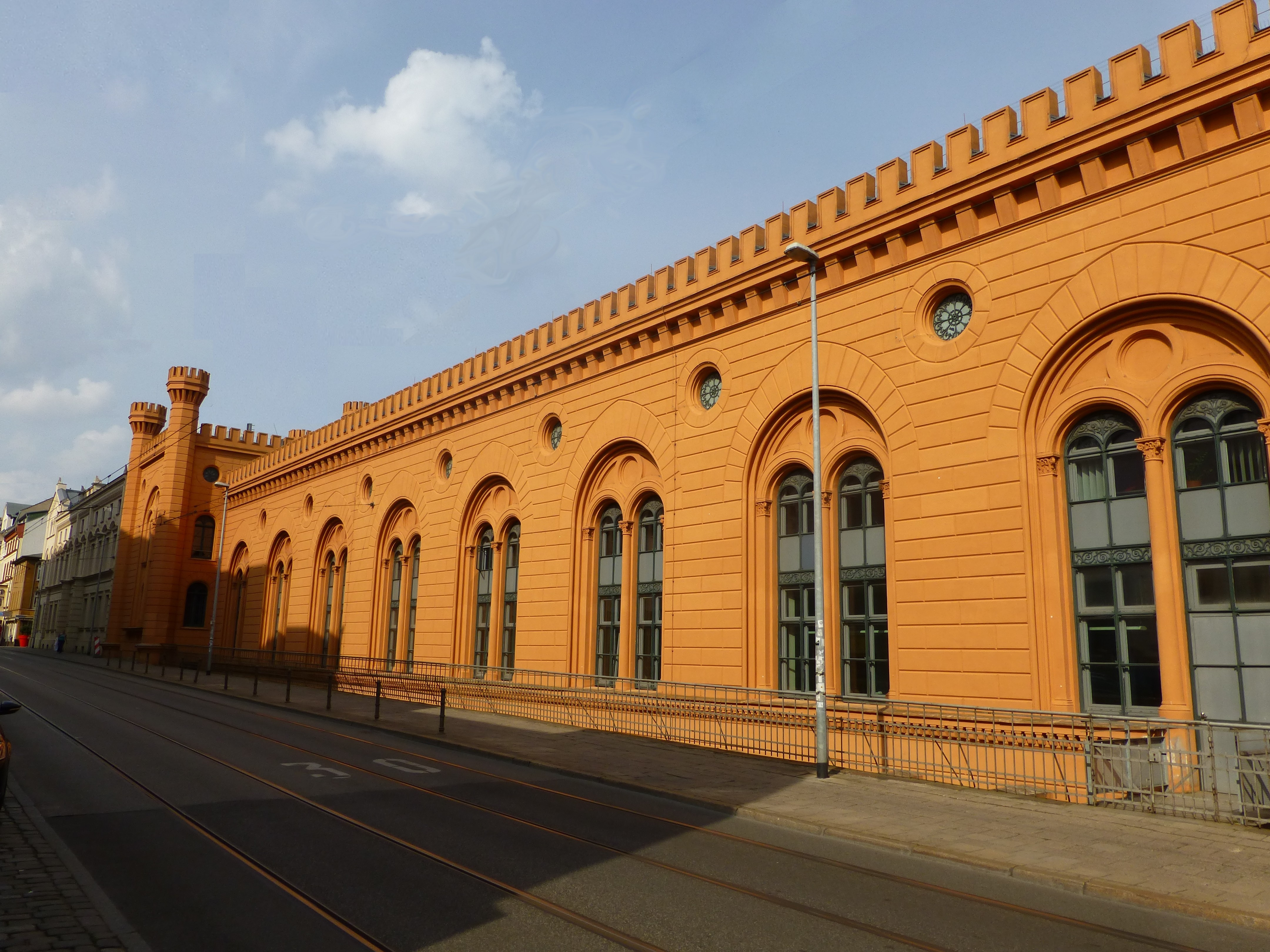
Nr. 133: Ministerium
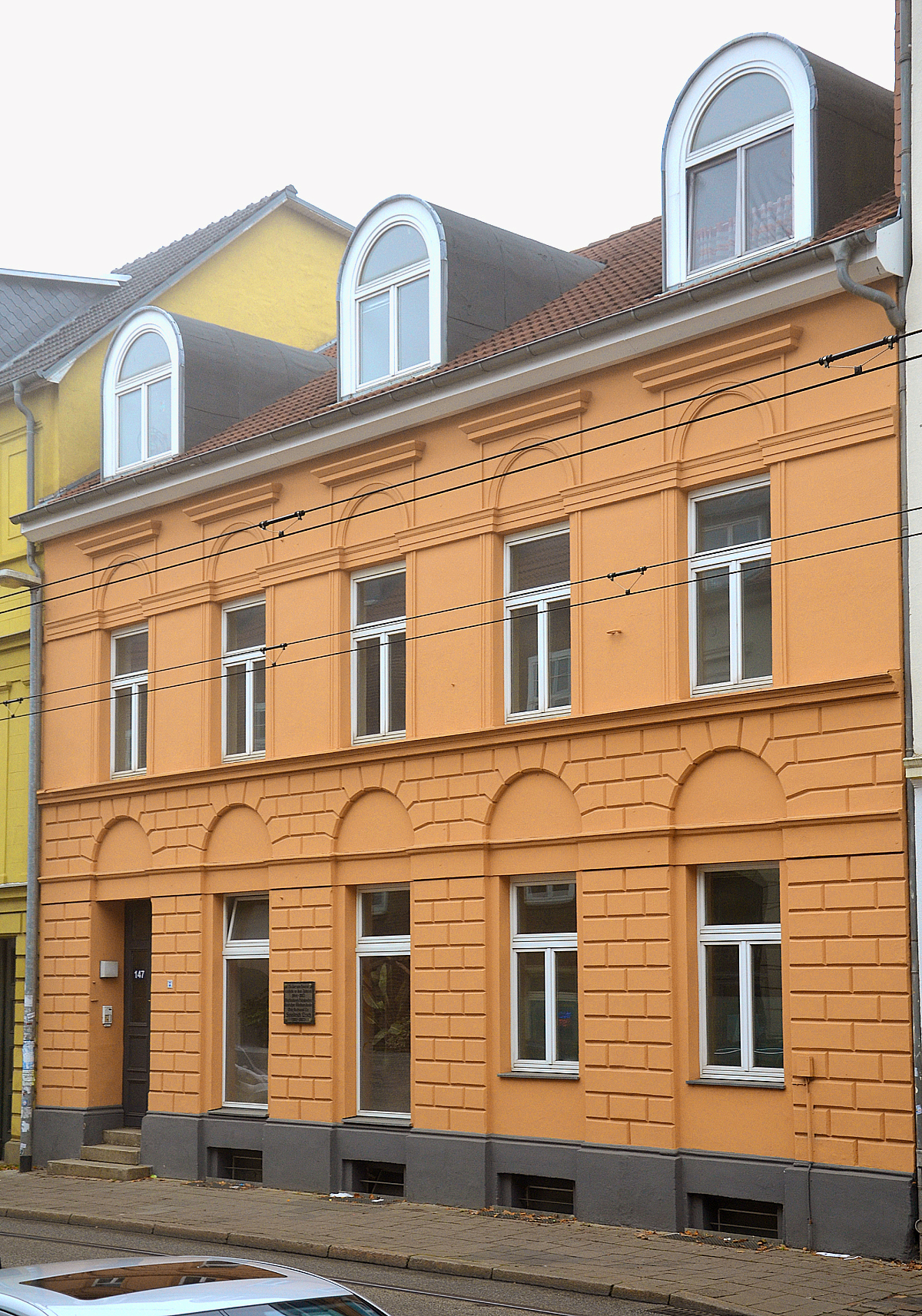
Nr. 147
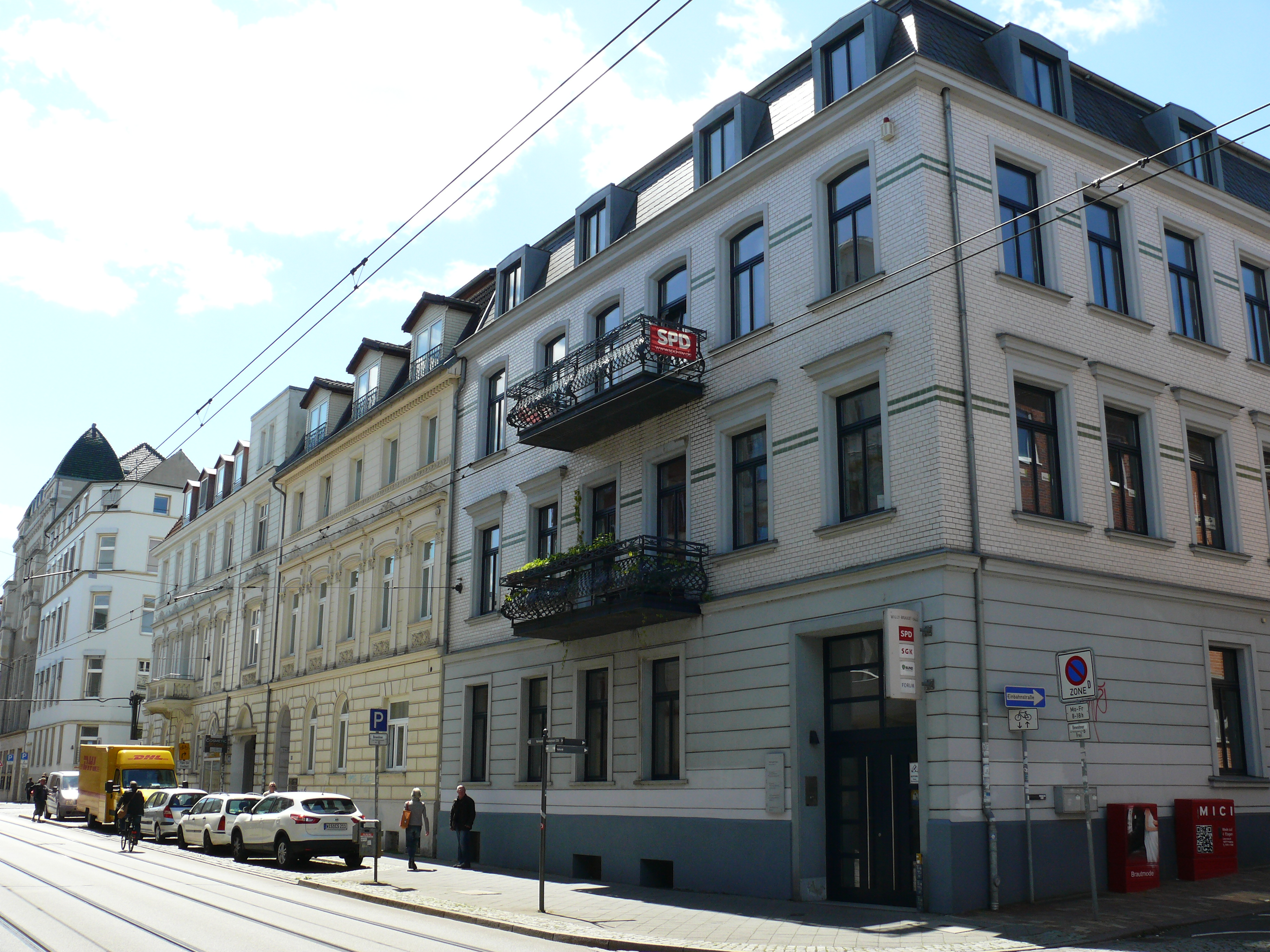
Nr. 150
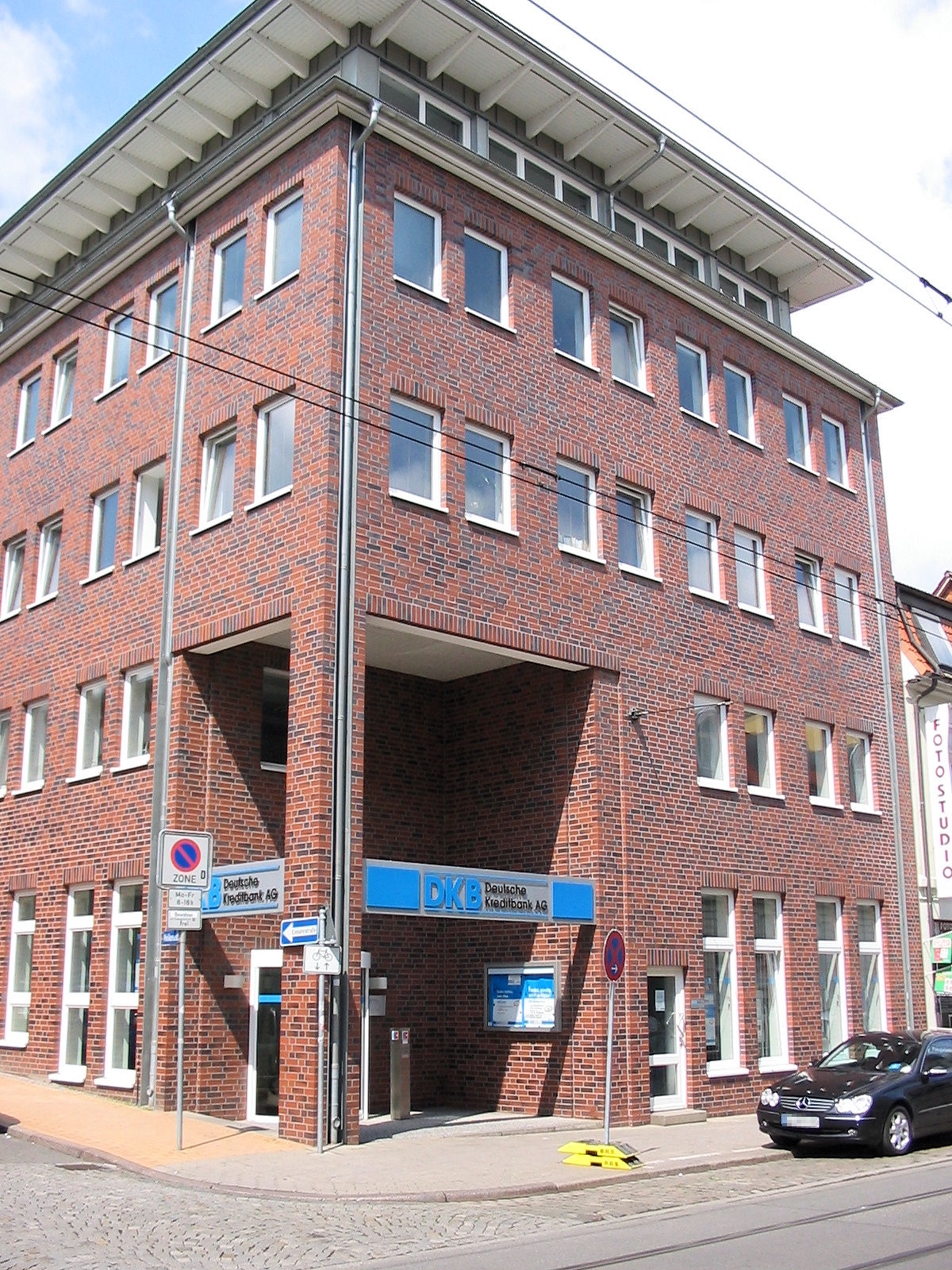
154: Bank
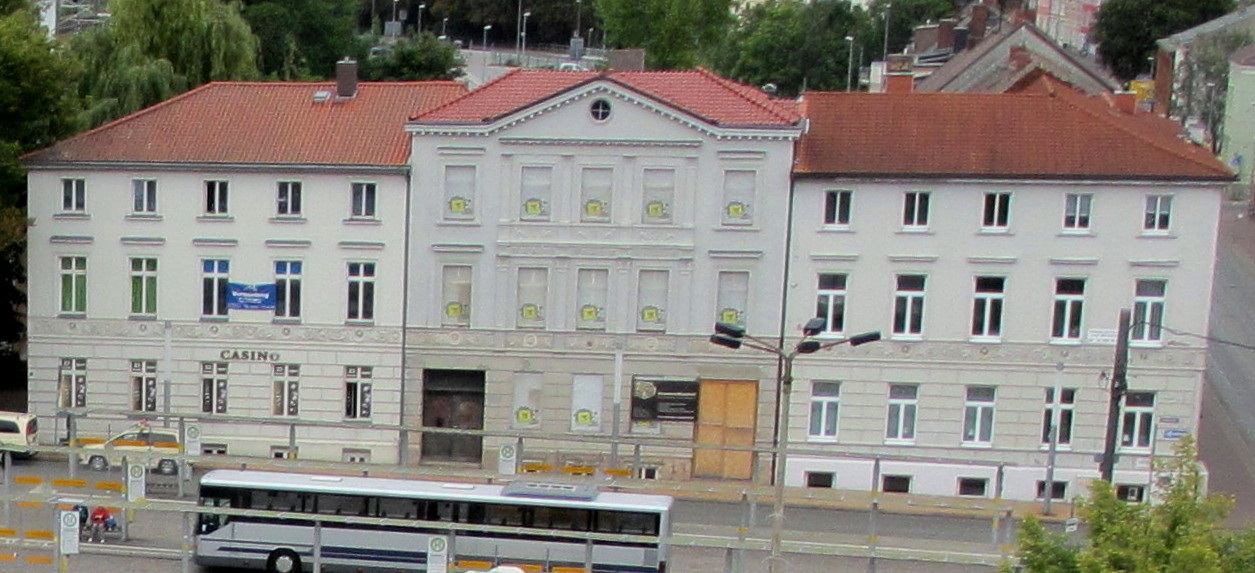
Nr. 170
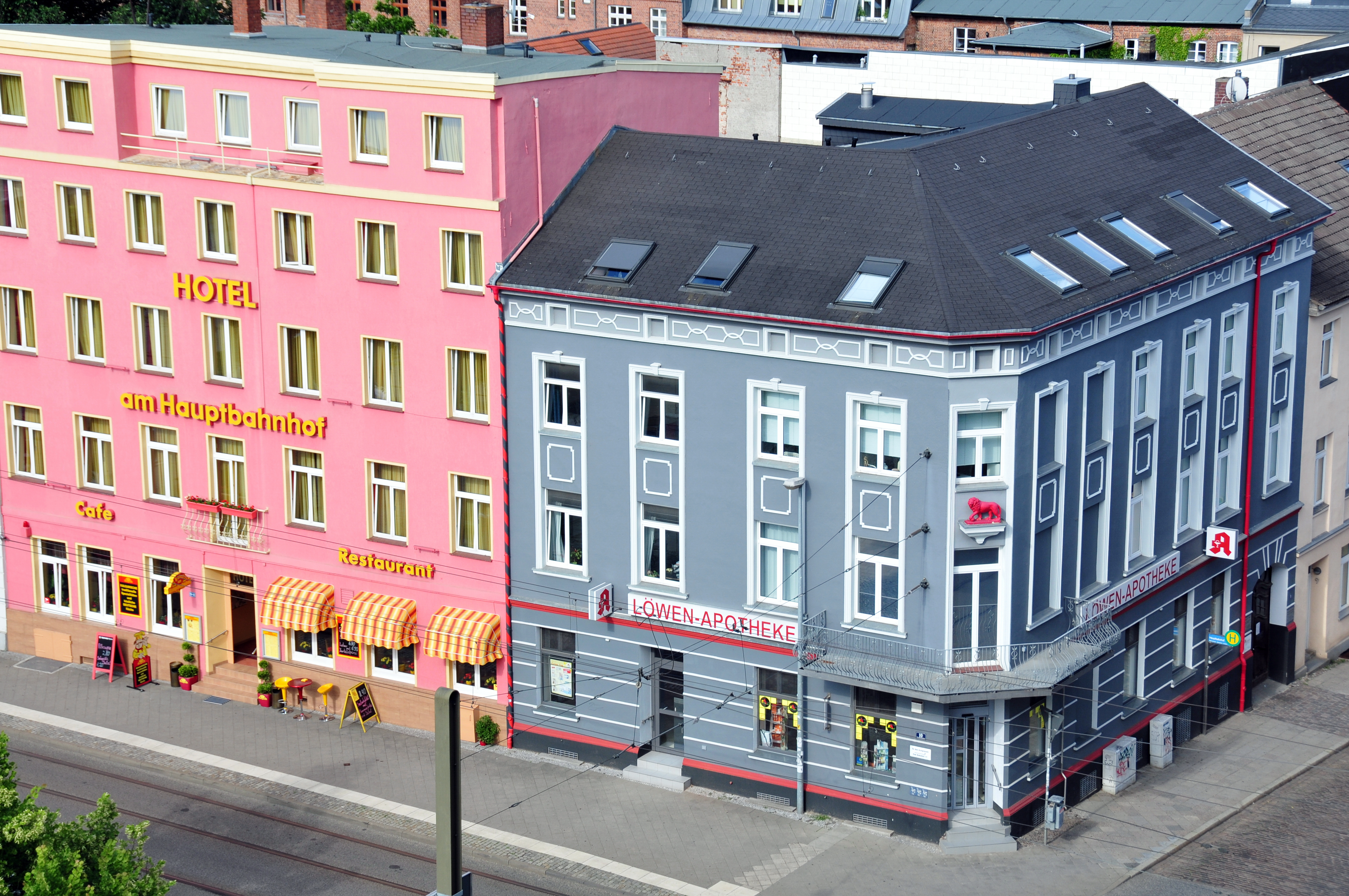
Hotel am Bahnhof
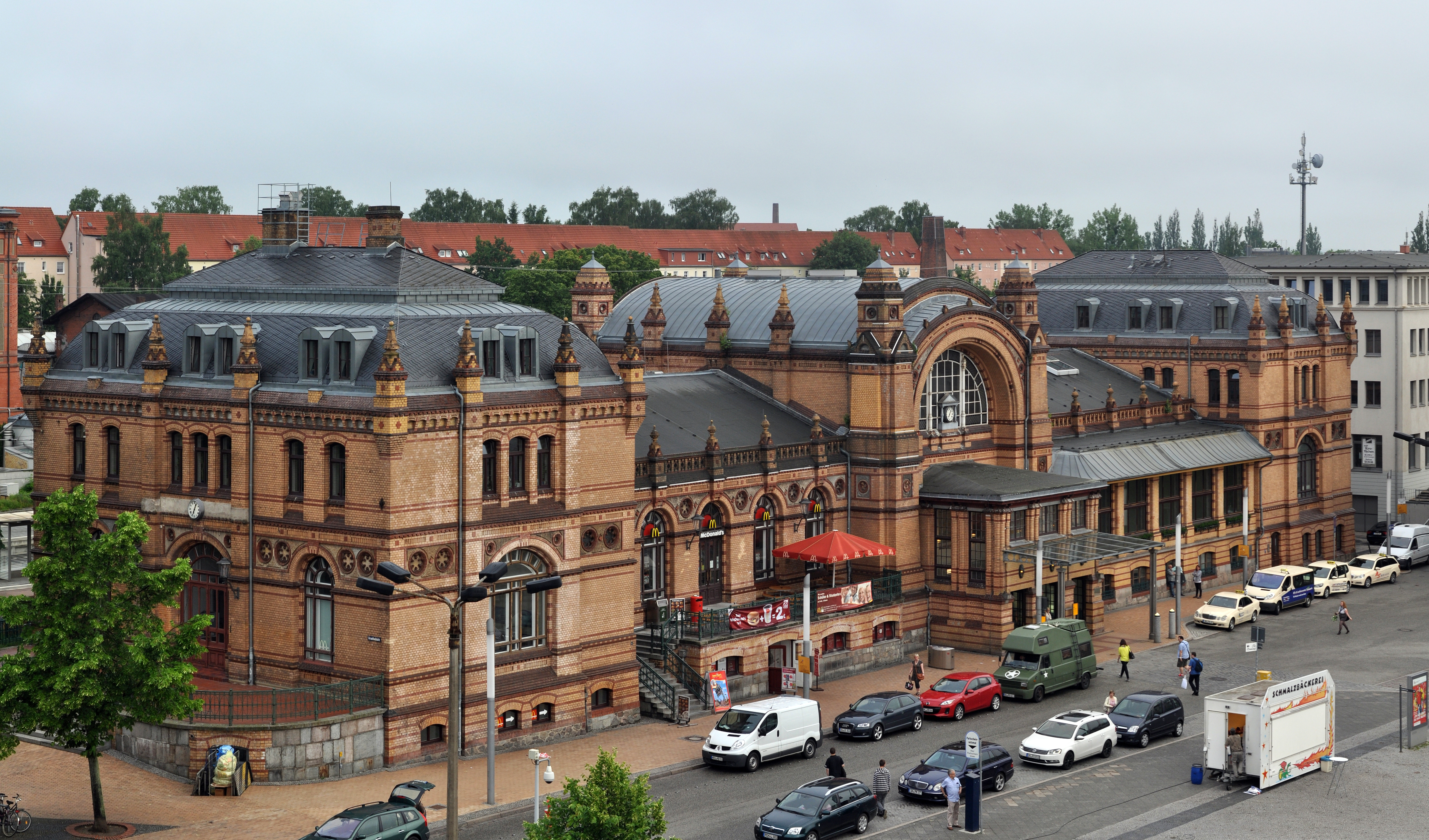
Hauptbahnhof
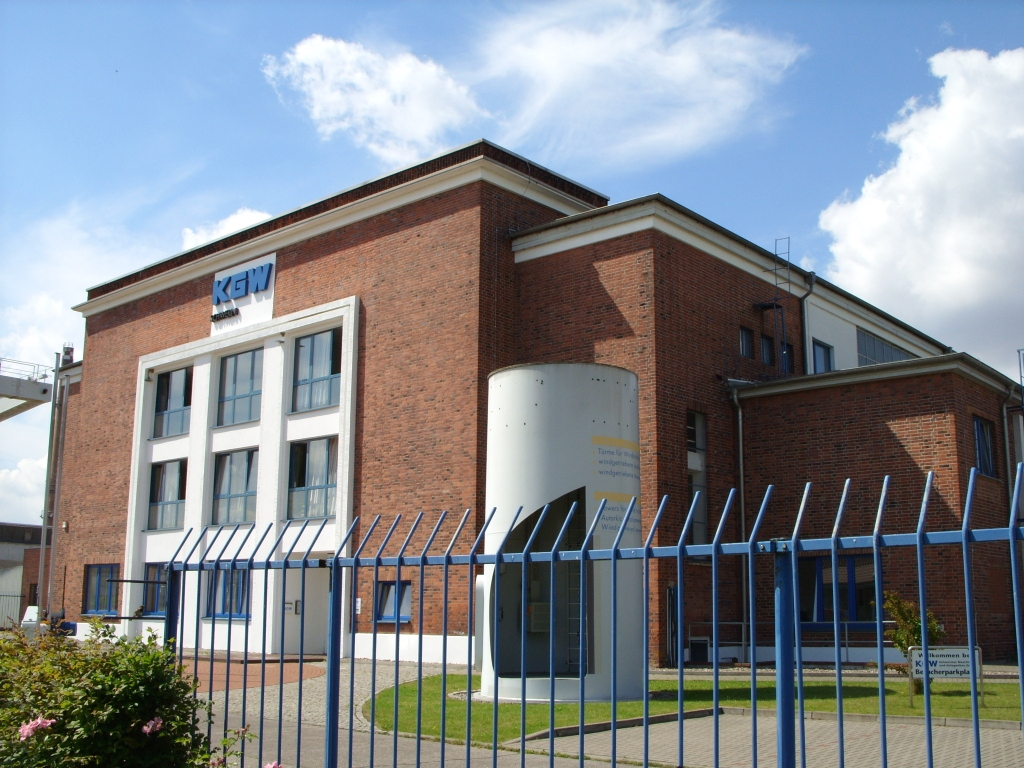
380: KGW Schwerin
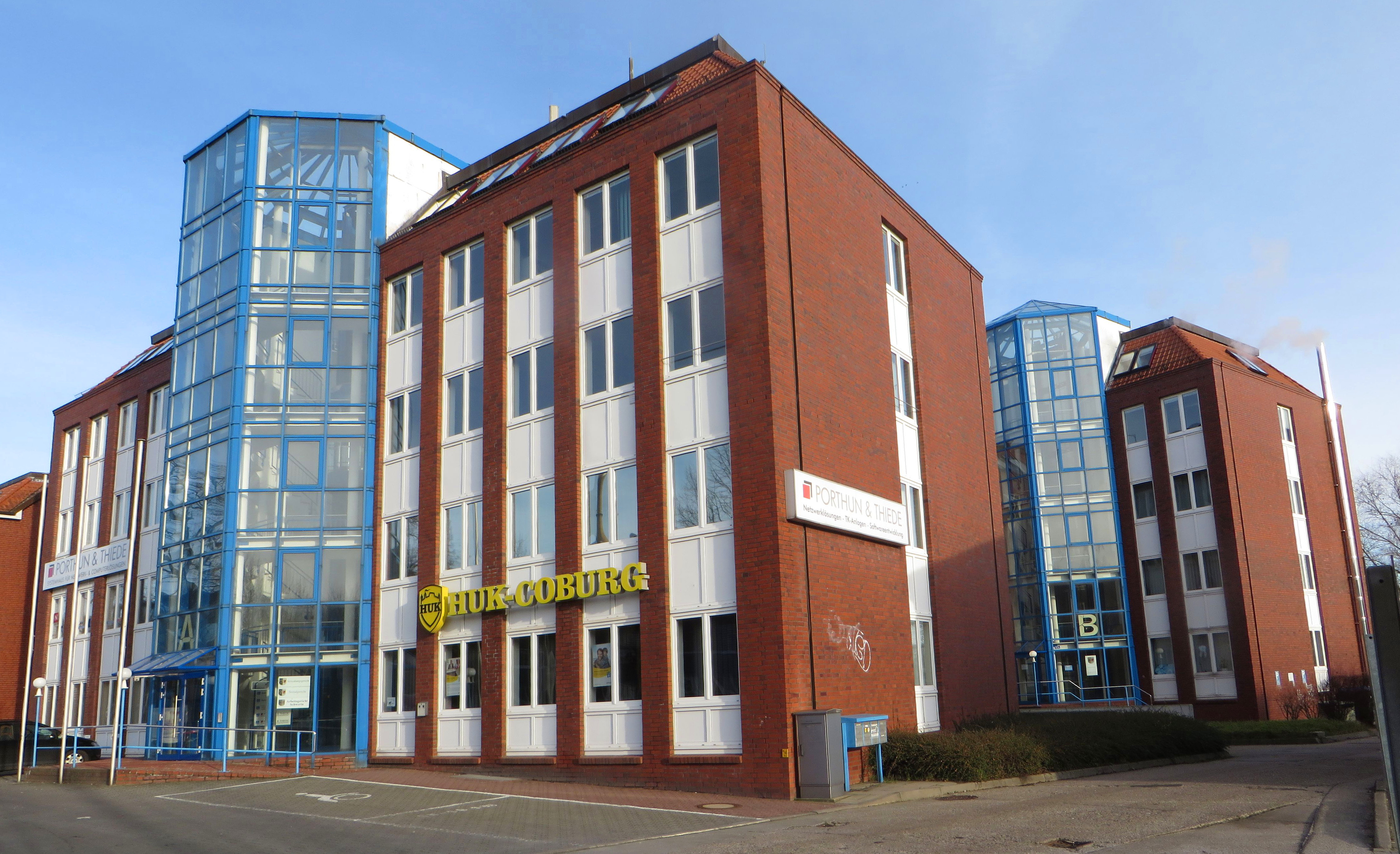
Nr. 323 a/b: Gerichte
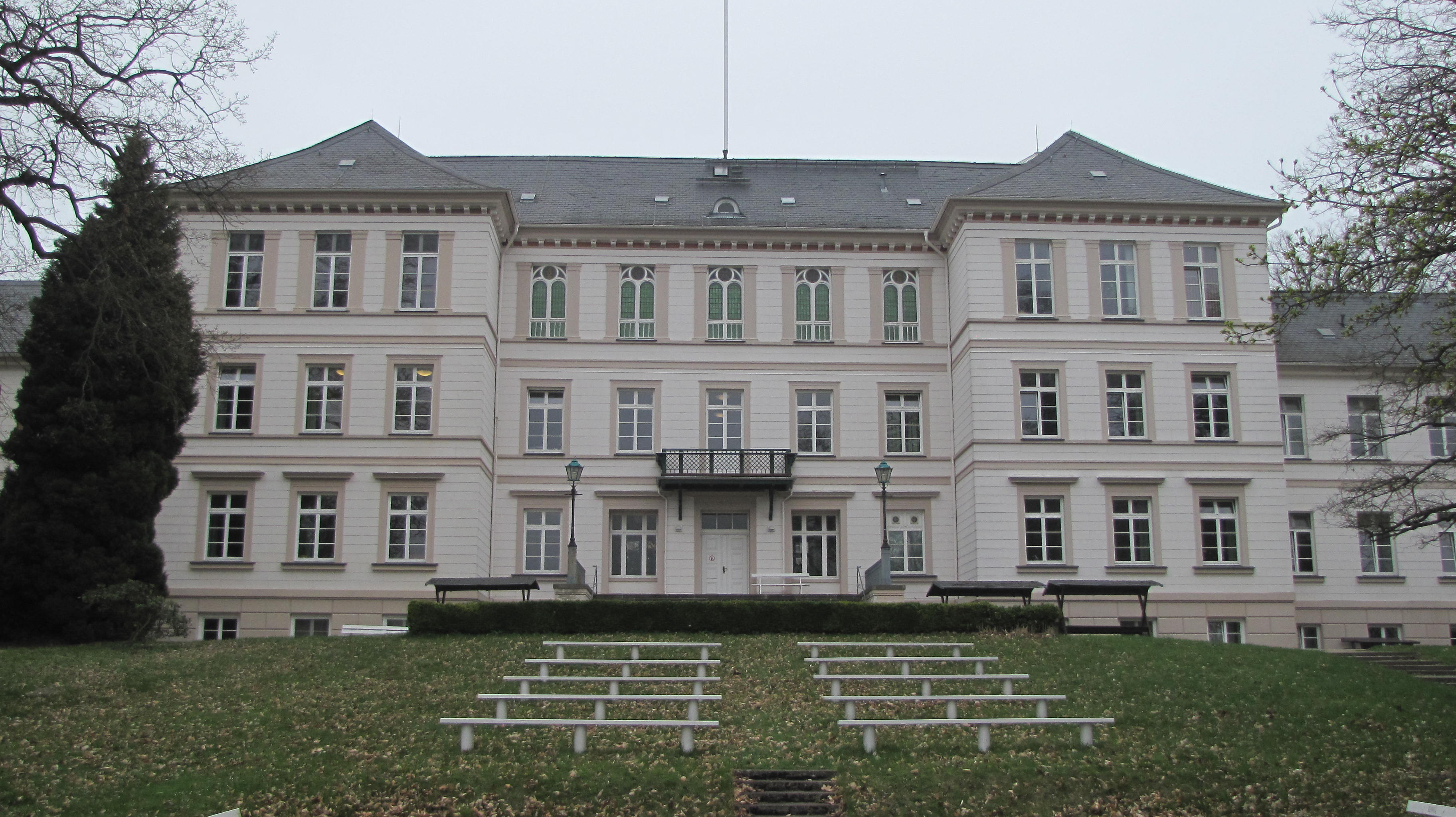
393/395 Flemming-Klinik
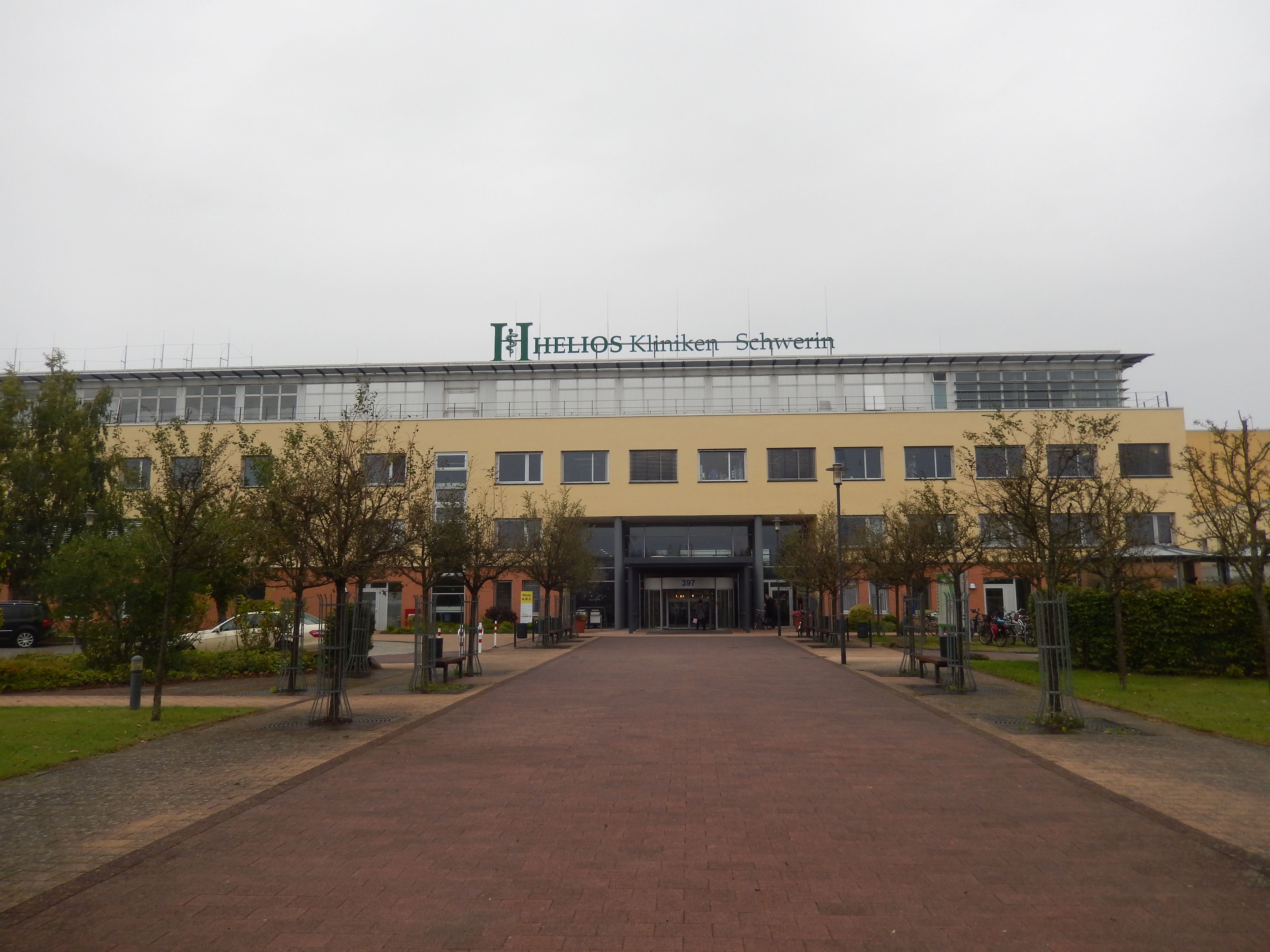
397: Helios-Klinik
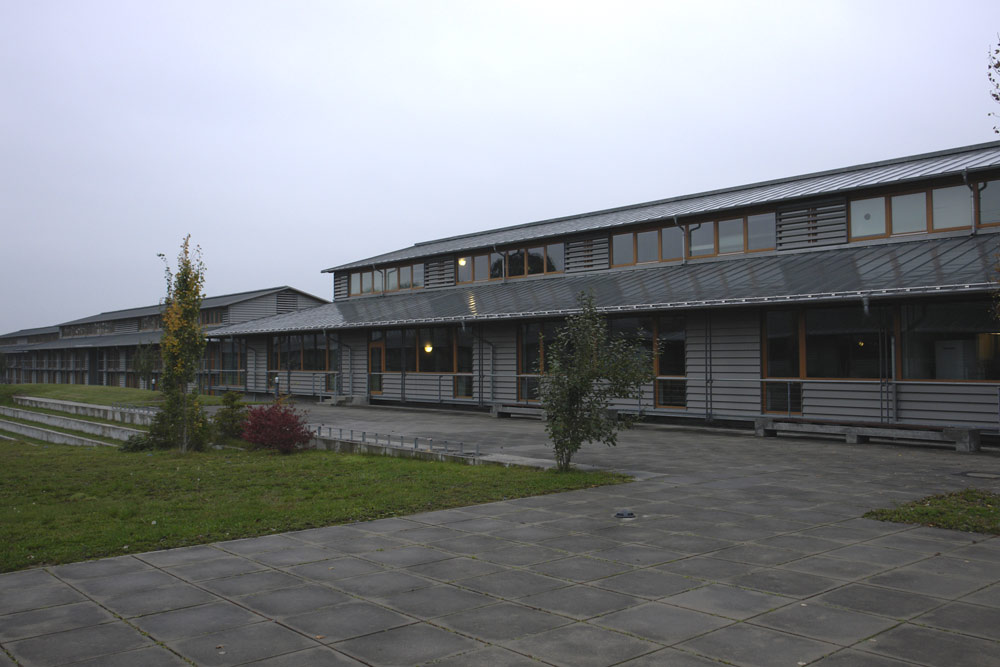
405: Hochschule HdBA